# 阿尔泰马先蒿
阿尔泰马先蒿（学名：Pedicularis altaica）是列当科马先蒿属的植物。分布于蒙古、俄罗斯以及中国大陆的新疆等地，生长于海拔1,800米至2,050米的地区，常生长在草地以及灌丛中，目前尚未由人工引种栽培。